# Sisinios II.
Sisinios II. (griechisch Πατριάρχης Σισίνιος Β΄; † 24. August 998) war Patriarch von Konstantinopel von 996 bis 998.

## Leben
Sisinios genoss eine hohe Bildung und erhielt den Abschluss Magister artium. Er war kein Geistlicher. Am 12. April 996 wurde er zum Patriarchen von Konstantinopel gewählt.
Sisinios verfasste ein Traktat über Ehe und Scheidung nach orthodoxem Verständnis. Er war auch Autor eines Textes über die Märtyrer Kyrikos und Julitos und über den heiligen Michael von Chona.
Er starb am 24. August 998.